# チグアヤンテ
チグアヤンテ（スペイン語: Chiguayante）は、チリのビオビオ州にある都市。コンセプシオン大都市圏の一郭をなす。人口は11万9265人（2010年推計）。

## 人口統計
国立統計研究所が行なった2002年国勢調査によると、チグアヤンテ市の面積は71.5平方キロ、人口は8万1302人（男性3万8524人、女性4万2778人）である。このうち、都市部には8万1238人 (99.9%) が、農村部には64人 (0.1%) が住んでいる。前回の1992年の調査に比べ、人口は44.2%増加した。

## 行政
市は議会が行政を司り、四年ごとに選挙で選ばれる市長が統率する第三級行政区画に位置づけられる。現在の市長はアントニオ・リバス・ビジャロボス（チリ社会党）である。
国政では、上院の第12選挙区（ビオビオ州山間部）と下院の第44選挙区（ほかにコンセプシオンとサン・ペドロ・デ・ラ・パス）に属する。第12区選出の上院議員はアレハンドロ・ナバーロ・ブライン（広範な社会運動）とオサイン・サバグ・カスティージョ（キリスト教民主党）、第44区選出の下院議員はホセ・ミゲル・オルティス（キリスト教民主党）とエンリケ・バン・リッセルベルヘ（独立民主連合）である。